# Steindór Andersen
Pour les articles homonymes, voir Andersen.
Steindór Andersen, né le 2 septembre 1954 et mort le 12 avril 2025 à Reykjavik, est un chanteur islandais de rímur, des poèmes islandais traditionnels.

## Biographie
Il est pêcheur pendant de nombreuses années, puis capitaine de son propre bateau appelé Idunn. Il s’est tôt intéressé à la poésie des rímur, qu’il apprend lors de séminaires.
Son apparition à la télévision et à la radio contribue à la renaissance de la tradition des rímur, dans le sillage qui est tracé par son prédécesseur Sveinbjörn Beinteinsson (1924 † 1993), goði islandais à l’origine de la reconnaissance de la religion nordique Asatru et grand chanteur qui relance l’art des ríma en Islande.
Il collabore aussi musicalement avec le groupe islandais Sigur Rós.